# Stawka większa niż życie
Stawka większa niż życie (littérallement « Plus que la vie en jeu ») est une série télévisée polonaise en noir et blanc sur les aventures d'un espion polonais au service des Soviétiques, le capitaine Hans Kloss (de son vrai nom Stanisław Kolicki, nom de code « J-23 »), qui agit comme agent double dans l'Abwehr pendant la Seconde Guerre mondiale dans la Pologne occupée.
La série télévisée se base sur une pièce de théâtre filmée du même nom, diffusée en 1965.
La série est tournée de mars 1967 à octobre 1968. Il y a dix-huit épisodes, dont neuf sont réalisés par Janusz Morgenstern et les autres par Andrzej Konic.  Des rediffusions sont régulières à la télévision polonaise.
Le personnage de Hans Kloss et celui de Max von Stierlitz, le protagoniste de la série télévisée russe Dix-sept Moments de printemps, auraient été inspirés par les exploits réels de Nikolaï Ivanovitch Kouznetsov qui avait réussi à infiltrer les forces armées nazies sous l'apparence d'un officier allemand.

## Distribution
- Stanisław Mikulski : le lieutenant Hans Kloss/Stanisław Kolicki, agent J-23
- Emil Karewicz : le SS-Sturmbannführer Hermann Brunner
- Seweryn Butrym : le général Helmut von Zauger (épisode 1), général Wieringer (épisode 6)
- Janusz Ziejewski : le colonel allemand sur le front
- Andrzej Konic : Georg, le SA-Sturmführer, contact de Kloss à Gdansk
- Lucyna Winnicka : Ingrid Heizer, la propirétaire du  Café Ingrid
- Tadeusz Bartosik : Johannes Lemner, le directeur de l'hôtel Excelsior
- Irena Karel : la serveuse Luzzi au Café Ingrid
- Mieczysław Waśkowski : le SS-Scharführer Glaubel (il porte l'uniforme de NSDAP avec les insignes d'un Obergemeinschaftsleiter)
- Igor Śmiałowski : l'ingénieur Erwin Reil
- Krystyna Feldman : la sécrétaire de lingénieur Reil
- Leon Niemczyk : Rioletto
- Alina Janowska : la propirétaire du  Café Rose
- Edmund Fetting : Christopoulis
- Mariusz Dmochowski : le SS-Gruppenführer Ludwig Fischer
- Iga Cembrzyńska : Benita von Henning
- Piotr Pawłowski : Adam Schmidt
- Marian Łącz : l'agent secret qui surveille Ruppert au café
- Czesław Wołłejko : le SS-Sturmbannführer Geibel
- Janusz Kłosiński : Józef Filipiak
- Józef Pieracki : l'ingénieur Meier
- Jan Englert : Tadek, le résistant
- Jerzy Trela : Romek, le résistant de l'Armia Ludowa
- Lidia Korsakówna : Jeanne Molle
- Leonard Pietraszak : Hubert Ormel
- Beata Tyszkiewicz : Christin Kield
- Zygmunt Hübner : L'amiral Wilhelm Canaris
- Witold Pyrkosz : le SS-Obersturmbannführer Kleist
- Jerzy Kaliszewski : le professeur Fritz Glass
- Stanislaw Jasiukiewicz : général Erik von Pfister, commandant la 19e Division Blindée
- Marian Dziędziel : un homme de Tomala
- Barbara Brylska : Inga Ring
- Janusz Zakrzeński : le SS-Obersturmbannführer Wernitz
- Zbigniew Zapasiewicz : le capitane Karpinsky